# 草原之夜
《草原之夜》是1959年出品的中国大型彩色纪录片《绿色的原野》中的著名插曲，由张加毅作词、田歌谱曲。该歌曲中国大陆有着极高的传唱度，自1959年以来，历久不衰。这首歌被称为“东方小夜曲”。这首歌原来是维吾尔族民歌我的心上情人歌曲编写的，是维吾尔族文化艺术宝库中的一颗明珠，也是在中国各族人民普遍爱听的维吾尔族经典歌曲。

## 背景
1959年，八一电影制片厂的导演张加毅在新疆拍摄一部反映新疆生产兵团屯垦戍边生活的大型艺术纪录片《绿色的原野》，当时20多岁的新疆军区文工团创作员田歌被挑选为纪录片作曲。根据田歌回忆，其曾与张加毅傍晚骑马在草原上看到一群维吾尔年轻人在休息，一个维吾尔民族小伙子在轻声歌唱。他从中得到灵感，记录了这首脍炙人口的维吾尔族伊犁民歌作品。

## 反响
《草原之夜》随《绿色的原野》的公映而迅速风靡中国大陆，历经60多年依然广为流行。《草原之夜》与《天涯歌女》、《在那遥远的地方》、《半个月亮爬上来》、《康定情歌》、《紫竹调》、《敖包相会》、《茉莉花》、《蝴蝶泉边》和《花儿为什么这样红》并称为国乐精华之十大民歌。
在歌曲诞生地新疆伊犁霍城县（即可克达拉市）建有草原之夜风情园。

## 演绎
歌曲的原词是维吾尔经典诗词。当时的歌词有一句是“可惜没有邮差来传情”。由于中国大陆习惯用语的改变，在朱崇懋先生1962年的录音中，歌词已经改为“可惜没有邮递员来传情”。